# Karl Jüttner (Keramiker)
Karl Jüttner (* 10. April 1921 in Saalfeld; † 21. Januar 2006 ebenda) war ein deutscher Keramiker.

## Leben und Werk
Jüttner machte von 1935 bis 1939 eine Lehre als Druckereikaufmann. Von 1940 bis 1942 studierte er in Innsbruck Malerei. 1940/1941 befand er sich vorübergehend in Gestapo-Haft. Über die Gründe dafür liegen keine Informationen vor. Von 1942 bis 1945 war Jüttner im Kriegsdienst. Danach arbeitete er in Saalfeld freischaffend als Maler und Grafiker. Ab 1946 bildete er sich im Austausch mit Mac Zimmermann und Heinz Trökes künstlerisch weiter. 1947 nahm er mit einem Ölgemälde („Kaffee“) an der 1. Landesausstellung Bildender Künstler Thüringens in Erfurt teil. Ab 1953 erlernte Jüttner bei dem Batik- und Keramikkünstler Richard Dölker-Rhön (1896–1955) Textilgestaltung, wobei er sich besonders mit Batik beschäftigte. Ab 1956 arbeitete er als Keramiker und Plastiker, bis 1968 in einer Werkstattgemeinschaft mit Gerda Körting (1911–2000), danach im eigenen Atelier in Saalfeld. Dort arbeitet er mit seiner Frau Renate und seinem Gesellen Manfred Urbach zusammen. 1979 trat sein Sohn Stefan (* 1963) in die Werkstatt ein. Ab 1979 experimentiert Jüttner mit Rakubrand und entwickelte einen Brennofen dafür.
1956 gründete Jüttner mit Gerda Körting und dem Keramiker Gerhard Dölz (1926–2007) die „Saalfelder Künstlergruppe“, in der zeitweilig auch der Maler Paul Schilling mitarbeitete. Die Gruppe löste sich 1968 auf.
Neben weiteren Einzelausstellungen und Ausstellungsbeteiligungen war Jüttner 1967/1968, 1977/1978 und 1982/1983 auf den Kunstausstellungen der DDR vertreten. Er erlangte mit seinen Arbeiten internationalen Ruhm. Werke von Jüttner befinden sich u. a. in den Sammlungen der Kunstgewerbemuseen Berlin und  Dresden.
Jüttner war seit 1963 mit der Pianistin und Malerin Renate, geb. Schmidt (1935–2021), verheiratet.
Der Schriftsteller Ror Wolf erzählte, dass er mit Jüttner „ein bisschen“ befreundet war.
Jüttner verstarb 2006 in seiner Heimstadt Saalfeld im Alter von 84 Jahren.

## Mitgliedschaften
- 1952 bis 1990 Mitglied im Verband Bildender Künstler der DDR
- 1991 bis 1998 Mitglied der „Deutschen Keramiker Gruppe 83“ (loses Netzwerk innerhalb der Internationale Keramikakademie Genf)

## Ehrungen
- Kunstpreis des Bezirks Gera
- 1978 Faenza-Prize (einer der wichtigsten Wettbewerbe der zeitgenössischen Keramik)
- 1983 Berufung in die Internationale Keramikakademie Genf (AIC)

## Rezeption
„Karl Jüttner gehörte zu den Avantgardisten der Keramik seiner Zeit und unseres Landes und er hat damit einen Platz in der Kunstgeschichte des 20. Jahrhunderts.“
„Jüttner führte die DDR-Keramik von der Gefäß- zur freien Objektkeramik und schließlich zur Figurplastik. Dabei interessierte ihn die menschliche Figur sowohl als seelischer Ausdrucksträger als auch als Verkörperung einer Biografie.“

## Einzelausstellungen (Auswahl)
- 1984 Magdeburg, Kloster Unser Lieben Frauen (mit Renate Jüttner)
- 1991 Gera, Museum für Kunsthandwerk
- 1992 Höhr-Grenzhausen, Keramikmuseum Westerwald
- 2014/2015 Bürgel, Keramikmuseum
- 2021 Saalfeld, Saale-Galerie (Malerei, Zeichnung, Plastik, Keramik)